# Tardigrada
I tardigradi (Tardigrada Spallanzani 1777) sono un phylum di invertebrati protostomi celomati che comprende, al 2007, poco più di un migliaio di specie animali. La loro capacità di sopravvivere in condizioni estreme è particolarmente sviluppata.

## Descrizione
Le dimensioni lineari degli adulti possono variare da meno di 0,1 mm a 1,5 mm. In inglese sono detti "water bears", ossia "orsi d'acqua", e "moss piglets", cioè, approssimativamente, "maialini del muschio".
Le specie marine sono incolori o bianco-grigiastre, mentre quelle terrestri o d'acqua dolce possono essere di vari colori, ad esempio arancioni, rosa, gialle, verdi o nere.
Sono organismi eutelici (hanno un numero di cellule costante durante il corso della vita; gli individui possono accrescersi solo per volume e non per mitosi). Il corpo, approssimativamente cilindrico, è costituito dal capo e da quattro metameri, ciascuno dei quali porta un paio di zampe che in molte specie marine sono parzialmente retrattili con un meccanismo telescopico. Alle estremità delle zampe vi è un numero variabile di unghie o dita, generalmente compreso tra 4 e 8. Raramente le unghie possono ridursi o mancare del tutto. 
Il corpo è rivestito da una sottile cuticola extracellulare elastica, formata anche da chitina.
Possono vivere da 3 mesi fino a 2 anni, a meno che non entrino in stato dormiente (in tal caso il loro orologio biologico si sospende, potendo rimanere in tale stato anche per decine di anni).

## Anatomia e fisiologia

### Apparato digerente
L'apparato digerente è diviso in tre sezioni. Il tratto anteriore, di origine ectodermica, è un apparato perforante succhiante, formato da un tubo boccale e un bulbo faringeo (organo succhiatore). Ai lati del tubo boccale sono presenti due stiletti perforanti, cioè due strutture appuntite, di natura cuticolare e calcarea (aragonite), mosse da muscoli protrattori e retrattori, che servono a perforare i vegetali e gli animali per succhiarne il contenuto che costituisce il nutrimento. Il cibo passa poi in un corto esofago e da lì nel tratto centrale dell'apparato digerente (intestino), di origine endodermica, costituito da un tubo formato da cellule epiteliali fornite di microvilli. Queste cellule secernono enzimi idrolitici e assorbono il nutrimento ottenendone lipidi e polisaccaridi. I residui non assorbiti passano nel retto, di origine ectodermica, e saranno espulsi.

### Respirazione e distribuzione
La respirazione è esclusivamente cutanea. Le piccole dimensioni, e quindi l'elevato rapporto superficie/volume, rendono infatti superfluo un apparato respiratorio.
Il celoma, presente negli embrioni, nell'adulto regredisce. All'interno del corpo è presente invece un emocele, cioè un'ampia cavità occupata da un liquido incolore in cui sono sospese grosse cellule con probabile funzione di riserva alimentare. Il liquido bagna tutti gli organi, assicurando così la distribuzione delle sostanze in assenza di un apparato circolatorio.

### Muscolatura e sistema nervoso
La muscolatura è costituita da sottili fibre longitudinali, organizzate in fasci dorsali, laterali, ventrali e trasversali fissate alla cuticola; la muscolatura circolare è assente.
Il sistema nervoso, come quello degli artropodi, comprende due gangli per ogni metamero. Nel capo (che è originato dalla fusione di più metameri) si fondono più gangli, formando strutture più complesse riconosciute come omologhe al protocerebro degli artropodi.

### Organi di senso
Quasi tutti i tardigradi possiedono due ocelli, ciascuno formato da una o due cellule pigmentate fotosensibili. Altri organi di senso sono costituiti da due categorie di appendici, cirri e clave: probabilmente i primi sono organi tattili e i secondi chemiorecettori.

## Riproduzione e sviluppo
Nella maggior parte delle specie la riproduzione è a sessi separati, anche se si conoscono specie ermafrodite e partenogenetiche. La femmina può deporre da 1 a 35 uova, dalle quali, dopo un periodo che può variare da 5 a 40 giorni, esce un individuo già formato come un adulto. Lo sviluppo avviene per accrescimento del volume delle cellule, il cui numero, geneticamente determinato, resta costante durante tutta la vita. La presenza della cuticola esterna rende necessarie per l'accrescimento un certo numero di mute.

## Distribuzione, habitat ed ecologia
I tardigradi sono diffusi in tutto il pianeta. Vi sono specie marine, terrestri e adattate alle acque dolci. Sono stati osservati in tutti i continenti, Antartide inclusa, e a tutte le altezze, dalle zone oceaniche abissali ad altezze superiori ai 6000 metri in Himalaya. Possono essere considerati essenzialmente animali acquatici, in quanto anche le specie terrestri vivono all'interno di strati d'acqua che possono avere lo spessore appena sufficiente per ospitarli. Sono comunque in grado di resistere per tempi lunghissimi al disseccamento e congelamento. La maggioranza delle specie si nutre di cellule vegetali. Vi sono però anche forme predatorie, il cui cibo è fornito da Protozoi, Rotiferi, Nematodi e anche da altri tardigradi. Alcuni tardigradi sono epibionti cioè vivono su cetrioli di mare o cirripedi.

## Resistenza in condizioni estreme
I tardigradi sono in grado di sopravvivere in condizioni che sarebbero letali per quasi tutti gli altri esseri viventi, resistendo in particolare a:
- mancanza d'acqua (possono sopravvivere fino a 5 anni in condizioni di totale disidratazione, 30 se in stato dormiente[7]);
- temperature alte o bassissime (possono resistere per pochi minuti a 150 °C e per parecchi giorni a −200 °C, a - 272 °C hanno resistito 20 ore);
- alti livelli di radiazione (anche centinaia di volte più alti di quelli che ucciderebbero un essere umano, addirittura fino a 6000 Gy);
- basse o alte pressioni (anche sei volte maggiori di quelle dei fondali oceanici, anche fino a 6000 atm);
- mancanza di ossigeno;
- raggi UV-A e alcuni tipi perfino ai raggi UV-B;
- resistenza al vuoto dello spazio (quindi a radiazioni 1000 volte superiori a quelle terrestri, all'espansione di acqua nelle cellule e al freddo estremo, l'unica specie conosciuta a riuscirci).

Se posti in condizioni avverse come quelle sopra elencate questi animali sviluppano una serie di meccanismi difensivi che vanno dall'incistidamento alla sospensione di ogni attività metabolica visibile (criptobiosi, un processo nel quale perdono circa il 99% di acqua corporea ed entrano in una sorta di letargo che arriva fino a 10 anni). In condizioni di disidratazione ritraggono le zampe e si contraggono, riducendo la superficie per rallentare l'evaporazione dell'acqua. Questo fornisce il tempo per la sintesi di sostanze protettive. Nel caso di basse temperature nel liquido che riempie l'emocele si formano cristalli di ghiaccio a crescita controllata. 
Si riteneva che, in entrambi i casi, una funzione importante fosse svolta dalla sintesi del trealosio, uno zucchero disaccaride che con l'acqua e le altre sostanze cellulari forma un gel che permette la conservazione degli organelli fino alla successiva eventuale reidratazione, utilizzato a tale scopo da vari animali dotati di elevata resistenza alle condizioni estreme. Studi più recenti hanno invece dimostrato come, nei tardigradi, tali funzioni vengano assicurate da specifiche proteine facenti parte della classe delle cosiddette "proteine intrinsecamente disordinate", aventi la caratteristica di essere prive di una struttura tridimensionale fissa. Tale caratteristica consente di evitare la cristallizzazione dei minerali contenuti nel corpo (che distruggerebbe le cellule), bloccando le sostanze permeate delle molecole proteiche in discorso in una forma di "liquido sottoraffreddato", simile al vetro.
Un esperimento dell'Università di Kristianstad ha inoltre dimostrato come alcune specie possano sopravvivere per dieci giorni nello spazio.
Il Tardigrado è stato scelto come candidato ideale, insieme al Caenorhabditis elegans, per i primi viaggi interstellari, al fine di verificare se la vita terrestre possa esistere in tali spazi, visto che possono essere congelati e messi in uno stato di anidrobiosi, cioè disidratati e messi in animazione sospesa.

## Evoluzione e filogenesi
La fossilizzazione è improbabile e di difficile rilevamento. Si conoscono tuttavia fossili risalenti al Cambriano, trovati in Siberia, e al Cretaceo.
Recenti analisi del DNA e del RNA hanno dimostrato che il phylum è filogeneticamente collegato agli Artropodi, agli Onicofori e, meno strettamente, ai Nematodi e ad altri phyla minori. Nel 1997 è stato perciò introdotto il superphylum degli Ecdysozoa, che raggruppa tutti questi taxa.

## Sistematica interna
- Classe Heterotardigrada
  - ordine Arthrotardigrada
  - ordine Echiniscoidea
- Classe Mesotardigrada
  - ordine Thermozodia
- Classe Eutardigrada
  - ordine Apochaela
  - ordine Parachaela

## Nella cultura di massa
- I tardigradi compaiono nel film del 2015 Ant-Man durante la discesa di Ant-Man II verso il Regno Quantico e nel sequel del 2018 Ant-Man and the Wasp durante la discesa di Hank Pym verso il Regno Quantico.
- Nella serie Star Trek: Discovery si incontra una specie dei tardigradi in grado di viaggiare in tutto il nostro universo e in universi alternativi. Tramite il suo DNA iniettato in un ufficiale scientifico la nave Discovery riesce a controllare il motore a spore che le consente balzi spaziali attraverso l'uso della rete miceliale.
- I tardigradi sono i protagonisti di un album, una canzone e relativo video della band inglese The Mute Gods del 2017 dal titolo: Tardigrades Will Inherit The Earth (I Tardigradi erediteranno la Terra). Nel video si vedono tardigradi giganti volanti che invadono le città lanciando raggi laser distruttivi. Il leader della band Nick Beggs mima una sorta di traduzione per sordomuti in basso a destra dello schermo. Questa aggiunta viene definita ironicamente all'inizio del video come "un aiuto per duri di comprendonio".
- Il musicista Cosmo Sheldrake ha dedicato una canzone nel suo album Pelicans We (2014) ai tardigradi, intitolata Tardigrade Song.
- In Harbinger down, pellicola fanta-horror indie del regista Alec Gillis, uscita nel 2015, dei tardigradi esposti a radiazioni cosmiche sono responsabili delle mostruose mutazioni subite da un gruppo di studenti universitari recatisi nel mare di Bering per studiare l'effetto del riscaldamento globale su un branco di orche.
- I tardigradi compaiono nelle vesti di una simpatica popolazione amichevole ne I Griffin, stagione 17 episodio 4 Grandi problemi nella piccola Quahog, dove i protagonisti Stewie e Brian, dopo essere stati rimpiccioliti da un macchinario, incontrano nella moquette della loro casa proprio dei tardigradi.
- Nell'episodio 8 della stagione 21 di South Park, dal titolo "orsi d'acqua", i tardigradi sono utilizzati dai personaggi, Jimmy e Timmy, nel loro esperimento per la gara di scienze dei bambini disabili.